# George Golla
George Golla (Chorzów, 10 mei 1935) is een van oorsprong Poolse jazz-gitarist die als speler en educator veel Australische jazzmusici heeft beïnvloed.
Golla leerde op verschillende muziekinstrumenten spelen: naast gitaar ook onder meer klarinet, saxofoon en trompet. Hij emigreerde als tiener naar Australië, waar hij rond 1957 als gitarist ging spelen in Sydney, om te beginnen bij Gus Marzi. Hij werd studiomuzikant en ging aan het eind van de jaren vijftig samenwerken met klarinettist en saxofonist Don Burrows. Deze samenwerking duurde zo'n veertig jaar: met Burrows nam hij regelmatig op, toerde hij in en buiten Australië en trad hij, in 1972, op tijdens de jazzfestivals van Montreux en Newport. Daarnaast verscheen Golla veel in televisieshows. Hij heeft veel platen als leider opgenomen en speelde mee op platen van onder meer Luiz Bonfá, Martin Taylor en Winifred Atwell.
Golla heeft veel gitaristen privéles gegeven. Ook gaf hij masterclasses en clinics. Hij is hoofd van de gitaarafdeling van het conservatorium van Sydney.
In 1985 werd hij benoemd in de Order of the Australian Empire.

## Trivia
Gitaarbouwer Maton vernoemde een van zijn gitaren naar Golla. Van de Maton George Golla GE7 7-string-gitaar werden zeven exemplaren vervaardigd. 

## Discografie
als leider:
- Wives & Lovers, Festival, 1968 of 1970
- The George Golla Guitar Plays on the Centre Line, Festival, 1968
- Composers Gallery, 1970
- George Golla, 1973
- Duo (met Don Burrows), 1975
- Easy Feelings, Cherry Pie, 1975
- From the Top (met Don Andrews, Cherry Pie, 1976
- My Favourite Guitar, 1978
- Lush Life, ABC Music, 1986
- Three's a Crowd, Larrikin, 1999
- Never the Less... (met Leonie Smith), 2006
- Still Got My Guitar (met Bruce Mathiske), Rhythm Hunter, 2008

Don Burrows:
- The Don Burrows Quartet at the Sydney Opera House, Cherry Pie, 1974

Stephane Grappelli:
- Steph'n'Us, Cherry Pie, 1977

golla, date & zog